# 984

984(구백팔십사)는 983보다 크고 985보다 작은 자연수다.

## 수학
- 합성수로, 그 약수는 총 16개다. (1, 2, 3, 4, 6, 8, 12, 24, 41, 82, 123, 164, 246, 328, 492, 984)
  - 984의 진약수의 합은 1536이므로, 984는 과잉수다.
- {\displaystyle 83^{2}-1}은 984로 나누어떨어진다.

## 과학
- NGC 984: 양자리 방향에 있는 렌즈형 은하.

## 문화유산
- 대한민국의 보물 제984호: 영동 신항리 석조여래삼존입상

## 방송
- 지니 TV의 KBS 키즈 채널 번호.
- B tv의 SBS 스포츠 채널 번호.
- B tv 케이블의 SPOTV 프라임 채널 번호.

## 기타
- 연도: 984년, 기원전 984년